# Hồ Khải Đại
Hồ Khải Đại (tên khai sinh: Hồ Xuân Đài; 21 tháng 12 năm 1926 - 18 tháng 2 năm 2015) hay còn có bút danh Hồ Nam, là một nhà thơ người Việt Nam.

## Tiểu sử
Hồ Khải Đại sinh ngày 21 tháng 12 năm 1926 ở xã Nam Trung, huyện Nam Đàn, tỉnh Nghệ An. Ông đi bộ đội và làm báo quân đội từ năm 1950. Năm 1957, ông gia nhập Hội Nhà văn Việt Nam. Năm 1979-1987, ông là đại úy chuyển ngành, chủ nhiệm bộ môn Triết học, trưởng phòng Chính trị trường Đại học Sân khấu Điện Ảnh.

## Tác phẩm chính
- Thơ chiến sỹ (1955)
- Hướng dẫn viết Kỷ niệm sâu sắc chống Mỹ, cứu nước (1976)
- Quê hương đồng đội (1980)
- Hương xã Nam Trung (Tạp kỹ, 1996)
- Mặt trời đồng đội (In chung với Mặt trời lãng tử của Hồ Khải Hoàn, 2002)[2][3]
- Thơ chữ Hán - Hồ Khải Đại (Công trình nghiên cứu Văn học Hán - Nôm, 2017)
- Tuyển tập Thơ - văn Hồ Khải Đại (2017)

## Giải thưởng
- Giải ba Hội Văn nghệ Việt Nam - 1957 (Thơ chiến sỹ)[1][2]
- Giải Cống hiến - Hội Nhà văn Việt Nam - 2017[4]

## Quan điểm
Văn chương hay là Tinh hoa tính Trời nết Đất tình Người. Là người yêu thủy chung của cuộc sống vĩnh cửu. Làm thơ hay rất khó. Cái hay ngân vang không có điểm dừng. Nhà thơ luôn biết mình dốt nát nên phải bền bỉ tu dưỡng, có gan "mài sắt nên kim".
Thơ quý nhất là "ôn nhu đôn hậu" giản dị sâu sắc làm rung cảm lòng người.
Thơ luôn hướng tới cái đích "Chân Thiện Mỹ".
Thơ cần có cá tính. Nhà Thơ yêu quý Nhân Dân nên được Nhân Dân mến mộ trọn đời.